# Premis Oscar de 1931
Els Premis Oscar de 1931 (en anglès: 4th Academy Awards) foren presentats el 10 de novembre de 1931 en un sopar al Biltmore Hotel de Los Angeles. Les pel·lícules que competien havien d'haver-se estrenat entre l'1 d'agost de 1930 i el 31 de juliol de 1931.

## Curiositats
En la cerimònia, l'actor Jackie Cooper de nou anys, nominat a Millor Actor per Skippy, es va quedar adormit a l'espatlla de l'actriu Marie Dressler. Quan Dressler fou escolida com a millor actriu, Cooper va haver de seure a la falda de la seva mare. Cooper va ser la primera estrella infantil en rebre una nominació, i fou el candidat més jove durant gairebé 50 anys. Ell és el segon actor més jove mai nominat a l'Oscar i l'únic nominat Millor Actor menor de 18 anys.
Cimarron fou el primer western a aconseguir guanyar el premi a la Millor Pel·lícula, un fet que no es repetiria fins 59 anys després amb la victòria de Ballant amb llops l'any 1990. En aquesta edició Cimarron va rebre 7 nominacions, un rècord fins al moment, i va ser la primera pel·lícula a guanyar més de dos premis.
El nominat a millor actor Lionel Barrymore va esdevenir la primera persona a ser nominada en més d'una categoria, després de rebre una nominació com a millor director en la segona edició dels premis.

## Premis
| Millor pel·lícula | Millor director |
| --- | --- |
| - Cimarron (William LeBaron per RKO Pictures) - East Lynne (Winfield Sheehan per Fox Film Corporation) - The Front Page (Howard Hughes United Artists) - Skippy (Adolph Zukor Paramount Pictures) - Trader Horn (Irving Thalberg Metro-Goldwyn-Mayer)                             | - Norman Taurog per Skippy - Clarence Brown per A Free Soul - Lewis Milestone per The Front Page - Wesley Ruggles per Cimarron - Josef von Sternberg per Morocco |
| Millor actor | Millor actriu |
| - Lionel Barrymore per A Free Soul com a Stephen Ashe - Jackie Cooper per Skippy com a Skippy Skinner - Richard Dix per Cimarron com a Yancey Cravat - Fredric March per The Royal Family of Broadway com a Tony Cavendish - Adolphe Menjou per The Front Page com a Walter Burns | - Marie Dressler per Min and Bill com a Min Divot - Marlene Dietrich per Morocco com a Amy Jolly - Irene Dunne per Cimarron com a Sabra Cravat - Ann Harding per Holiday com a Linda Seton - Norma Shearer per A Free Soul com a Jan Ashe |
| Millor història | Millor guió adaptat |
| - John Monk Saunders per The Dawn Patrol - Rowland Brown per The Doorway to Hell - Harry d'Abbadie d'Arrast, Douglas Doty i Donald Ogden Stewart per Laughter - John Bright i Kubec Glasmon per The Public Enemy - Lucien Hubbard i Joseph Jackson per Smart Money                | - Howard Estabrook per Cimarron (sobre hist. d'Edna Ferber) - Seton I. Miller i Fred Niblo, Jr. per The Criminal Code (sobre obra teatre de Martin Flavin) - Horace Jackson per Holyday (sobre obra teatre de Philip Barry) - Francis Edward Faragoh i Robert N. Lee per Little Caesar (sobre hist. de W. R. Burnett) - Joseph L. Mankiewicz i Sam Mintz Skippy (sobre còmic de Percy Crosby) |
| Millor direcció artística | Millor fotografia |
| - Max Rée per Cimarron - Stephen Goosson i Ralph Hammeras per Just Imagine - Hans Dreier per Morocco - Anton Grot per Svengali - Richard Day per Whoopee! | - Floyd Crosby perTabú - Edward Cronjager per Cimarron - Lee Garmes per Morocco - Charles Lang per The Right to Love - Barney McGill per Svengali |
| Millor só | |
| - Paramount Publix Studio Sound Department - MGM Studio Sound Department - RKO Radio Studio Sound Department - Samuel Goldwyn-United Artists Studio Sound Department | |

## Múltiples nominacions i premis
| Les següents pel·lícules van rebre diverses nominacions: - 7 nominacions: Cimarron - 4 nominacions: Skippy i Morocco - 3 nominacions: The Front Page i A Free Soul - 2 nominacions: Holiday i Svengali | Les següents pel·lícules van rebre més d'un premi: - 3 premis: Cimarron |